# Котаунг
Котаунг (бірм. ကော့သောင်းမြို့) — місто в адміністративному окрузі Танінтаї, М'янма.
Місто розташоване на крайньому півдні М'янми, поблизу кордону з Таїландом. 
У місті є великий порт та невеликий аеропорт для внутрішніх авіарейсів.